# مافيا سلوفاكية
تشكل المافيا السلوفاكية العديد من مجموعات الجريمة المنظمة في دولة سلوفاكيا الأوروبيَّة، والتي تسيطر عليها في المقام الأول المصالح السلوفاكية. ومع ذلك فإن المافيا السلوفاكية لا تحظى بحضور دولي كبير، وحتى في سلوفاكيا، فإن أنشطتها محدودة بالحدود التي وضعتها المافيا الروسية القوية والمافيا الأوكرانية والمافيا الشيشانية ومجموعات البلقان المختلفة التي تسيطر على الكثير من تجارة الهيروين.
تنشط المافيا السلوفاكية بصفة رئيسية في مجال الأعمال الأمنية وأعمال البناء وملكية المطاعم والنوادي الليلية. وفقًا لوزارة الدفاع الأمريكية، فإن "جماعات الجريمة المنظمة المحلية والأجنبية على حد سواء راسخة في سلوفاكيا". بموجب القانون السلوفاكي، يشكل إنشاء أو دعم جماعة إجرامية منظمة جريمة.
تُعَد المافيا في شكلها الحديث ظاهرة شابة في سلوفاكيا، ولم تظهر فعليا إلا بعد نهاية الثورة المخمليَّة التي أطاحت الشيوعيَّة في البلاد عام 1989. وفقًا لعالم الاجتماع السلوفاكي المعروف بافول هوليك من وكالة استطلاعات MVK، "يمكننا أن نقول أن الناس يتصورون أن المافيا لها تأثير قوي جدًا في سلوفاكيا". في عام 2005، تسربت قائمة بالأسماء بأعضاء المافيا والعائلات و"مجموعات المصالح الخاصة" المشتبه بها من قبل الشرطة السلوفاكية إلى الجمهور، كاملة مع قوائم الأسلحة والمركبات المسجلة، تلاها تسريبان للقوائم المحدثة في عام 2011.

## الوضع الراهن
بعد اعتقال العديد من زعماء الغوغاء في سلوفاكيا، يقال اليوم أن المافيا السلوفاكية كما كانت في التسعينيات قد اختفت. معظم أعضاء مجموعات المافيا إما قُتلوا أو سُجنوا أو هربوا. قيل أنه سينتهي في أوائل عام 2010. إلا أن مقتل يان كويساك أثار تساؤلات بين عامة الناس عما إذا كانت المافيا لا تزال على قيد الحياة، لأن جرائم قتل الصحفيين الاستقصائيين غير شائعة في سلوفاكيا. في الوقت الحاضر، يقال إن المافيا كما كانت في التسعينيات قد اختفت، ولكن هناك تكهنات بأنها قد توجد بأشكال مختلفة. يزعم الكثير من الناس أن هناك شاحنات تمر عبر القرى تحمل المهاجرين. ويقال أيضًا أن هناك مجموعات توفر وظائف للمهاجرين غير الشرعيين. ومن بين هذه التكهنات، هناك تكهنات ونظريات مختلفة. ومع ذلك، فإن السوق السوداء ، وخاصة تجارة المخدرات، كبيرة في سلوفاكيا. هناك العديد من عصابات المخدرات التي تشارك في تجارة المخدرات غير المشروعة وغسل الأموال وما إلى ذلك. وبين الحين والآخر، يتم القبض على هذه المجموعات ونشرها.

## مجموعات بارزة
- شيرناكوفيتش Černákovci - عائلة تأسست في بانسكا بيستريتسا ، سميت على اسم ميكولاش Černák. اُعْتُبِرَ رئيساً لجميع الزعماء بعد الحرب في العالم السفلي السلوفاكي في عام 1997.
- تاكاشوفيتش Takáčovci - عائلة تأسست في بداية التسعينيات على يد Ján Takáč. اعتبارًا من عام 2011، تضم قائمتهم مدرب المصارعة اليوناني الروماني كارول إل، والمصارع السابق ماريو آر، وعازف الكاراتيه سلافو بي، ولاعب هوكي الجليد ريتشارد إم.
- سيكوروفسي - عائلة مقرها في براتيسلافا ، سميت على اسم ميروسلاف سيكورا. في قائمة المافيا الأولى، سُمِّيَت العائلة بوربيليوفسي. وفي فبراير/شباط 2009، ألقت الشرطة القبض على 10 أعضاء من المجموعة، ونجا كابو مارتن ب.

- بيتوفتشي Piťovci - عائلة تأسست في لاماتش، براتيسلافا ، سميت باسم Juraj Ondrejčák المعروف أيضًا باسم Piťo. لقد استخدموا سيارات مرسيدس جي على نطاق واسع.
- ياكشيكوفيتشي - عائلة سميت على اسم الأخوين إيفان وليبور جاكشيك، اللذين عملا مع الشرطة في التسعينيات وامتلكا فيما بعد سلسلة من الحانات. كان لدى إيفان جاكشيك شركة (LIKO) مع إيفان بوكورني والمحامي مارتن بوجنار. وكان بوغنار قد اتُهم في السابق بإبرام عقود حماية مع شركات أمنية مرتبطة بعائلة تاكاشوفسي، وهي جزء مهم من مضرب المطاعم والحانات. وأُطلق سراحه هو وأعضاء مجموعة تاكاتشوفي عندما أسقط المدعي العام التهم بشكل غير متوقع.[7] واجهوا مشاكل قانونية في مايو 2011 عندما ألقت الشرطة السلوفاكية القبض على 8 أعضاء بتهم مختلفة.[8]